# Sonora michoacanensis
Sonora michoacanensis — вид змій родини полозових (Colubridae). Ендемік Мексики.

## Поширення і екологія
Sonora michoacanensis мешкають в басейні річки Бальсас в штатах Мічоакан, Герреро, Морелос, Пуебла і Коліма. Вони живуть в субтропічних листяних лісах і чагарникових заростях, на висоті до 1000 м над рівнем моря. Відкладають яйця.